# Rebelión de Leisler
La Rebelión de Leisler fue un levantamiento en la Nueva York colonial de finales del siglo XVII en el que el comerciante y capitán de la milicia germano-estadounidense Jacob Leisler tomó el control de la parte sur de la colonia y la gobernó desde 1689 hasta 1691. El levantamiento tuvo lugar después de la Revolución Gloriosa de Inglaterra y la revuelta de Boston de 1689 en el Dominio de Nueva Inglaterra, que incluía a Nueva York. La rebelión reflejó el resentimiento colonial contra las políticas del depuesto Jacobo II.
La autoridad real no se restableció hasta 1691 cuando se enviaron tropas inglesas y un nuevo gobernador a Nueva York. Leisler fue arrestado por estas fuerzas, quienes lo juzgaron y lo condenaron por traición. Fue ejecutado, y la revuelta dejó a la colonia polarizada, amargamente dividida en dos facciones rivales, pro-leisleritas, que lo consideraban un mártir, y que generalmente se alinearon con el partido Whig británico, y antis, que generalmente se alinearon con los conservadores británicos.

## Fondo
Las fuerzas inglesas tomaron el control de los Nuevos Países Bajos en 1664 y el rey Carlos II entregó el territorio a su hermano Jacobo, entonces duque de York, para que gobernara como quisiera. Jacobo dividió la provincia de Nueva Jersey en dos partes: la Jersey Oriental y la Occidental a otros propietarios y estableció un gobierno esencialmente autocrático con un gobernador y un consejo fuertes, pero sin una legislatura electa.

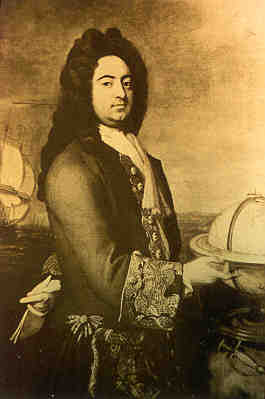
Francis Nicholson

Jacobo sucedió a su hermano en el trono en 1685 y estableció el Dominio de Nueva Inglaterra al año siguiente. En mayo de 1688, agregó Nueva York y Nueva Jersey al dominio. Su gobernador, Edmund Andros, llegó a Nueva York ese verano para establecer su autoridad e instalar a Francis Nicholson, un capitán del ejército inglés, para administrar esas colonias como su teniente gobernador.
Nicholson fue asistido por un consejo local pero no por una asamblea legislativa. Muchos neoyorquinos lo veían como el siguiente en una línea de gobernadores reales que "habían subvertido de la manera más arbitraria nuestros antiguos privilegios". Nicholson justificó sus acciones afirmando que los colonos eran "un pueblo conquistado, y por lo tanto... no podía tanto [como] reclamar derechos y privilegios como los ingleses ".
A fines de 1688, la Revolución Gloriosa depuso al católico Jacobo y lo reemplazó con los protestantes Guillermo III y María II. El gobierno de Andros fue muy impopular, especialmente en Nueva Inglaterra, y sus oponentes en Massachusetts utilizaron el cambio de poder real para su beneficio político al organizar un levantamiento.
El 18 de abril de 1689, se formó una turba en Boston dirigida por ex figuras políticas de Massachusetts, y arrestaron a Andros y otros funcionarios del dominio. Esto condujo a una cascada de eventos en los que Massachusetts y las otras colonias de Nueva Inglaterra restauraron rápidamente sus gobiernos anteriores al dominio.

## Tensiones crecientes
El vicegobernador Nicholson se enteró del levantamiento en Boston el 26 de abril. No dio ningún paso para anunciar noticias al respecto o de la agitación política en Inglaterra por temor a aumentar las perspectivas de rebelión en Nueva York. Los políticos y los líderes de las milicias se volvieron más asertivos en Long Island cuando se enteraron de Boston, y los funcionarios del dominio fueron expulsados de varias comunidades a mediados de mayo.
Al mismo tiempo, Nicholson se enteró de que Francia había declarado la guerra a Inglaterra, trayendo consigo la amenaza de ataques franco-indios en la frontera norte de Nueva York. También le faltaban tropas, ya que la mayor parte de la guarnición de Nueva York había sido enviada por Andros para hacer frente a la actividad india en Maine. Descubrió que sus clientes habituales también habían sido persuadidos por los populistas para que creyeran que estaba intentando imponer un gobierno católico en Nueva York. Trató de apaciguar a la ciudadanía aterrorizada por los rumores de incursiones indias invitando a la milicia a unirse a la guarnición del ejército en Fort James en la isla de Manhattan.
Las defensas de Nueva York estaban en malas condiciones y el consejo de Nicholson votó para imponer derechos de importación para mejorarlas. Esta acción se encontró con una resistencia inmediata, y varios comerciantes se negaron a pagar el impuesto. Uno en particular fue Jacob Leisler, un comerciante calvinista nacido en Alemania y capitán de la milicia. Leisler fue un opositor vocal del régimen de dominio, que vio como un intento de imponer el papado en la provincia, y es posible que haya desempeñado un papel en la subversión de los clientes habituales de Nicholson.
El 22 de mayo, el consejo de Nicholson fue solicitado por la milicia, que buscaba una mejora más rápida de las defensas de la ciudad y también quería acceder al polvorín del fuerte. Esta última solicitud fue denegada, lo que aumentó las preocupaciones de que la ciudad tenía suministros inadecuados de pólvora. Esta preocupación se exacerbó aún más cuando los líderes de la ciudad comenzaron a buscar suministros adicionales en la ciudad.

## Rebelión
Nicholson hizo un comentario desmedido a un oficial de la milicia el 30 de mayo de 1689 y el incidente estalló en una rebelión abierta. Nicholson era bien conocido por su temperamento, y le dijo al oficial: "Preferiría ver el Towne en llamas que ser comandado por ti". Corrieron rumores por la ciudad de que Nicholson estaba preparado para incendiarla. Llamó al oficial y le exigió que entregara su comisión. Abraham de Peyster era el comandante del oficial y uno de los hombres más ricos de la ciudad, y entabló una acalorada discusión con Nicholson, después de lo cual De Peyster y su hermano Johannis, también capitán de la milicia, salieron furiosos de la cámara del consejo.
La milicia fue llamada y descendió en masa a Fort James, que ocuparon. Un oficial fue enviado al consejo para exigir las llaves del polvorín, que Nicholson finalmente entregó para "obstaculizar y prevenir el derramamiento de sangre y más daños". Al día siguiente, un consejo de oficiales de la milicia llamó a Jacob Leisler para que tomara el mando de la milicia de la ciudad. Así lo hizo, y los rebeldes emitieron una declaración de que mantendrían el fuerte en nombre de los nuevos monarcas hasta que enviaran un gobernador debidamente acreditado.
Se desconoce el papel exacto de Leisler en el levantamiento de la milicia, pero varias observaciones apuntan a su participación. Él y el capitán de la milicia Charles Lodewick presentaron la petición el 22 de mayo. Jost Stoll, uno de sus oficiales, condujo a la milicia a las puertas de Fort James, y otro de sus oficiales entregó la demanda de las llaves del polvorín. Sin embargo, ninguna de las declaraciones que recopiló Nicholson antes de su partida implica directamente a Leisler como cabecilla.

### Leisler toma el control

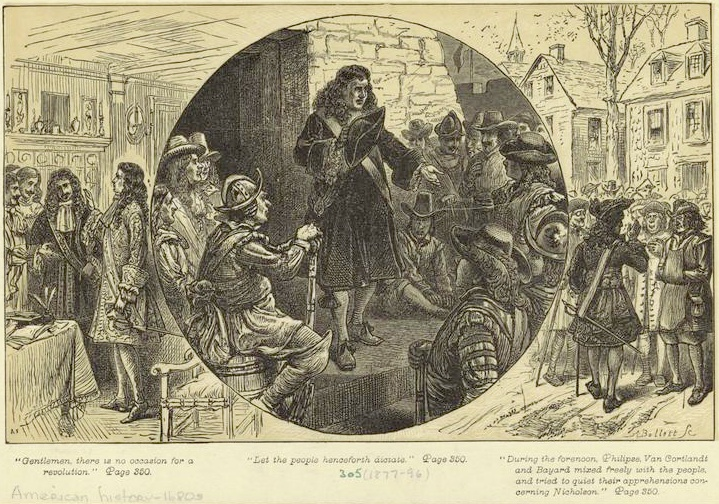
Grabado del que representa a los concejales de Nicholson intentando calmar la rebelión.

En este punto, la milicia controló el fuerte que les dio el control sobre el puerto. Cuando los barcos llegaban al puerto, traían pasajeros y capitanes directamente al fuerte, cortando las comunicaciones externas con Nicholson y su consejo. El 6 de junio, Nicholson decidió irse a Inglaterra y comenzó a recopilar declaraciones para usarlas en los procedimientos allí. Salió de la ciudad el 10 de junio hacia la costa de Jersey, donde esperaba unirse a Thomas Dongan, de quien se esperaba que navegara hacia Inglaterra poco después.
El control de Leisler sobre la provincia fue limitado al principio. Sus consejeros eran los mecenas holandeses Nicholas Bayard, Stephanus van Cortlandt y Frederick Philipse, y todavía estaban en la ciudad. No reconocieron su autoridad, ni la administración civil de la ciudad, con van Cortlandt como alcalde. Se hizo una proclamación en Hartford acerca de William y Mary, y ambos lados de la controversia en Nueva York corrieron para encontrarse con el mensajero que traía copias de la proclamación. Los agentes de Leisler ganaron la carrera y Leisler publicó la proclamación el 22 de junio. Dos días después, van Cortlandt recibió una copia del aviso oficial que William y Mary habían preparado para Andros. La transmisión de este documento se había retrasado a instancias de los agentes de Massachusetts en Londres.
Retuvo específicamente a todos los titulares de cargos no católicos hasta nuevo aviso y técnicamente legitimó el gobierno del consejo en ausencia de Nicholson. De acuerdo con este documento, van Cortlandt despidió al recaudador de aduanas, que era católico, y lo reemplazó con Bayard y otros para supervisar las actividades aduaneras. Leisler se opuso a esta afirmación de poder y descendió a la aduana con una tropa de milicianos. Los relatos dejados por ambos lados de la disputa afirman que casi hubo un motín, y Bayard afirmó que apenas escapó de ser asesinado por una turba. Bayard luego huyó a Albany, seguido por van Cortlandt unos días después. Philipse se retiró de la vida política, dejando a Leisler con el control efectivo de la ciudad.
El 26 de junio, una convención compuesta por delegados de varias comunidades del bajo Nueva York y el este de Jersey estableció un comité de seguridad para supervisar los asuntos. Este comité se convirtió esencialmente en el núcleo del gobierno posterior de Leisler. Eligieron a Leisler como comandante en jefe de la provincia "hasta que lleguen órdenes de Sus Majestades".
Durante julio y agosto, su milicia cuidadosamente seleccionada ejerció un control de facto sobre la ciudad, financiado con fondos provinciales que Nicholson había depositado en el fuerte. Fue asistido por funcionarios simpatizantes de Connecticut que enviaron una tropa de milicianos para ayudar a mantener el fuerte. La compañía de regulares de Nicholson se disolvió formalmente el 1 de agosto, casi al mismo tiempo que llegó la noticia formal de que Francia e Inglaterra estaban en guerra.
Leisler envió a Jost Stoll y Matthew Clarkson a Inglaterra el 15 agosto para reforzar su posición con el gobierno en Londres. Llevaban documentos destinados a respaldar las acusaciones de que Nicholson había estado conspirando contra el pueblo de Nueva York y para justificar la corrección de las acciones de Leisler contra su gobierno "opresor". Los agentes recibieron instrucciones de solicitar una nueva carta para la provincia y afirmar que las colonias unidas podrían derrotar a Nueva Francia sin la ayuda del país de origen. No hizo solicitudes específicas de que la nueva carta incluya algún tipo de representación democrática.
Una elección ordenó al comité de seguridad de Leisler que destituyera formalmente a van Cortlandt de su cargo en octubre, consolidando el mando de Leisler sobre Nueva York, excepto el área de Albany. Según Bayard, la participación en la ciudad de Nueva York fue extremadamente baja, con apenas 100 votantes participando. Los Consejeros Bayard y Philipse emitieron una proclama el 20 de octubre llamando ilegal el gobierno de Leisler y ordenó a otros comandantes de milicias que dejaran de apoyarlo. La proclamación no surtió efecto.

### Resistencia en Albany

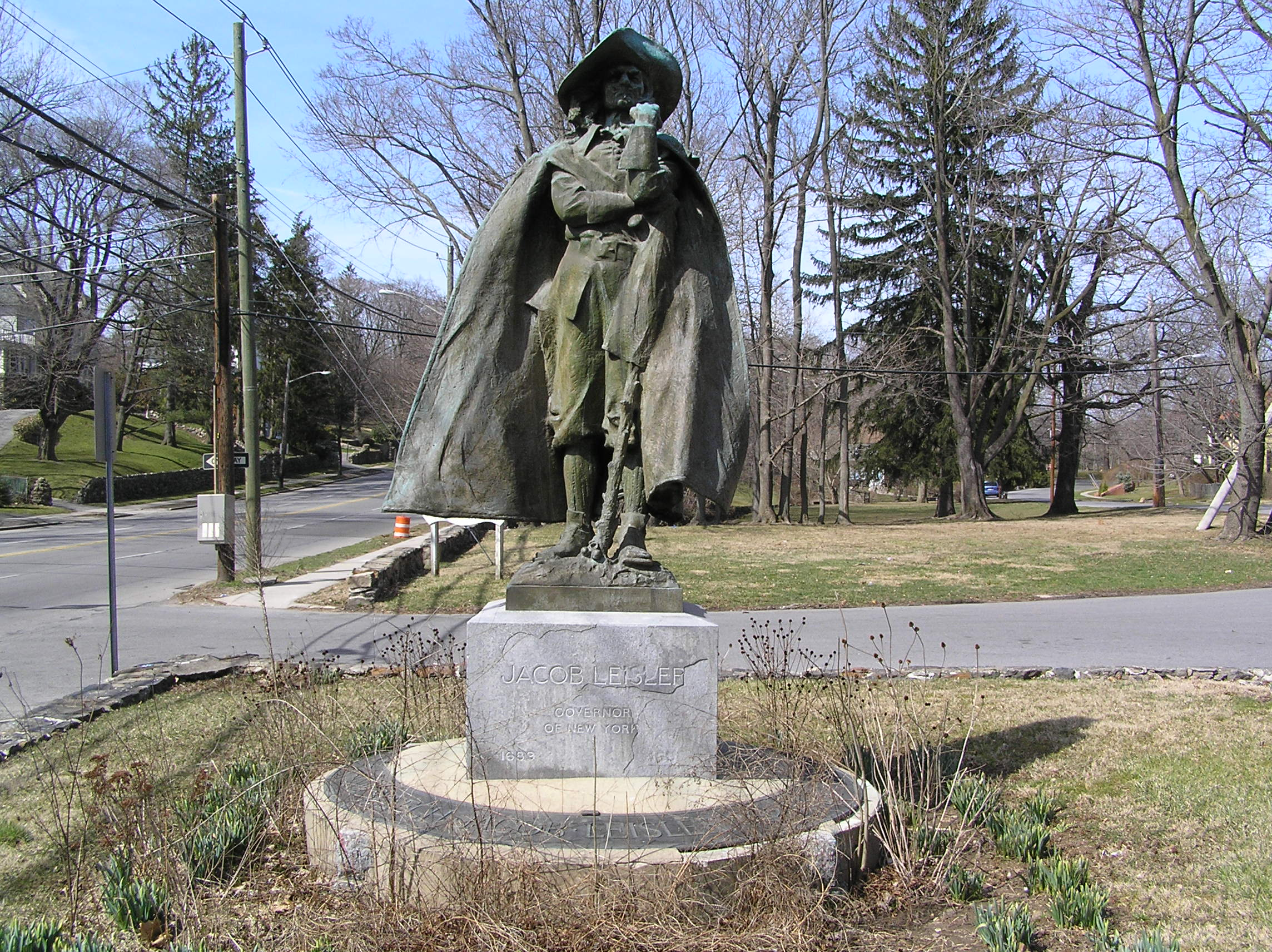
Estatua de Jacob Leisler en New Rochelle, Nueva York.

Los oponentes de Leisler habían asumido el control de Albany y el área inmediata. El 1 de julio, proclamaron formalmente a William y Mary y, el 1 de agosto, establecieron una convención para gobernar. La convención incluyó a los líderes de las milicias locales y los padres de la ciudad de Albany, ricos terratenientes del valle del río Hudson, y se convirtió en el núcleo de las actividades anti-Leisler en la provincia. La convención se negó categóricamente a reconocer el gobierno de Leisler a menos que presentara una comisión de William y Mary.
La situación de Albany se volvió tensa en septiembre cuando los indios locales trajeron rumores de un ataque inminente desde el Canadá francés. Leisler estaba interceptando el movimiento de suministros militares por el Hudson, por lo que los funcionarios de Albany terminaron apelándolo. Respondió enviando a Jacob Milborne, un asesor cercano y futuro yerno, con una milicia para tomar el control militar de Albany en noviembre.
Sin embargo, la convención se opuso a los términos que exigía Milborne a cambio de su apoyo, y se le negó la entrada a la ciudad y al Fuerte Frederick. Una mujer iroquesa le advirtió que un gran grupo de indios cerca de Albany lo veía como una amenaza para sus amigos en Albany y reaccionaría si intentaba afirmar el control militar sobre el área. Milborne regresó a la ciudad de Nueva York. La convención también apeló a las colonias vecinas en busca de asistencia militar, a lo que Connecticut respondió enviando 80 milicianos a Albany a fines de noviembre.
Leisler finalmente obtuvo el control de Albany a principios de 1690. Llamó a elecciones en Schenectady en enero de 1690, en un movimiento calculado para dividir a las comunidades vecinas. A principios de febrero, durante la Guerra del rey Guillermo, Schenectady fue atacada por invasores franceses e indios, exponiendo la debilidad de la posición de la Convención de Albany. Cada lado culpó al otro por no haber defendido Schenectady, pero Leisler pudo capitalizar la situación. Convenció a Connecticut para que retirara su milicia y envió su propia milicia al norte para tomar el control del área. La convención capituló, sin ningún apoyo externo significativo.

### regla de Leisler
En diciembre de 1689 llegó una carta de William y Mary dirigida a Nicholson o "en su ausencia a los que por el momento se encarguen de preservar la paz y administrar las leyes en nuestra dicha Provincia de Nueva York". El destinatario recibió instrucciones de "asumir el gobierno de dicha provincia". Aparentemente, el mensajero trató de entregar el mensaje a van Cortlandt y Philipse, pero la milicia de Leisler lo capturó. Leisler usó este documento para reclamar la legitimidad de su gobierno, comenzó a autodenominarse "vicegobernador" y estableció un consejo de gobernadores para reemplazar al comité de seguridad.
Luego, Leisler comenzó a intentar recaudar impuestos y derechos de aduana. Tuvo éxito en parte, aunque se encontró con una resistencia significativa de los funcionarios que se oponían a su gobierno. Algunos fueron arrestados y la mayoría de los que se negaron a seguir sus instrucciones fueron reemplazados en abril de 1690, prácticamente todas las comunidades de Nueva York tenían funcionarios designados por Leisler en algunos de sus puestos. Estos funcionarios representaban una muestra representativa de la sociedad de Nueva York e incluían destacados residentes holandeses e ingleses.
Sin embargo, la resistencia a sus políticas continuó y fue atacado por una pequeña turba el 6 de junio que exigía la liberación de los presos políticos y se negaba a pagar impuestos. En octubre de 1690, diversas comunidades protestaron por su gobierno, desde el Harlem holandés hasta el condado de Queens inglés protestante y Albany.
La principal actividad de Leisler en 1690 fue la organización de una expedición contra Nueva Francia. Esta idea comenzó a tomar forma en una reunión en mayo con representantes de las colonias vecinas. Para mantener a las tropas de Nueva York, ordenó a los mercaderes que ofrecieran sus bienes y, si no lo hacían, irrumpieron en sus almacenes. Llevó una cuenta bastante cuidadosa de estas actividades, y muchos comerciantes fueron recompensados más tarde. Los funcionarios de Connecticut no estaban dispuestos a otorgar el mando a Jacob Milborne, el comandante elegido por Leisler, citando la experiencia de sus propios comandantes. Leisler accedió a su elección de Fitz-John Winthrop.
La expedición fue un completo fracaso, disolviéndose en medio de enfermedades y dificultades en el transporte y el suministro. Sin embargo, Winthrop vengó la masacre de Schenectady de febrero 1690, hasta cierto punto, enviando un pequeño grupo al norte para asaltar La Prairie, en la provincia de Quebec. Leisler culpó a Winthrop por el fracaso (por el cual hubo numerosas causas) y lo arrestó brevemente, lo que provocó las protestas del gobernador de Connecticut, Robert Treat.

### Respuesta del rey
El rey Guillermo III encargó al coronel Henry Sloughter que fuera gobernador provincial a fines de 1690, pero una variedad de problemas retrasaron la salida de Sloughter de Inglaterra. Luego, su barco se retrasó aún más por el mal tiempo, y el barco que transportaba a su vicegobernador, el mayor Richard Ingoldesby, fue el primero en llegar en enero de 1691. Ingoldesby carecía de credenciales oficiales (que estaban en el barco de Sloughter), pero insistió en que Leisler le entregara el gobierno y Fort James.
Hubo escaramuzas menores durante seis semanas de resistencia obstinada por parte de Leisler y un comportamiento imperioso obstinado por parte de Ingoldesby, y la ciudad se dividió en campamentos armados con varios cientos de partidarios de Leisler ocupando el fuerte. Ingoldesby fue apoyado en sus esfuerzos por miembros del antiguo consejo de dominio. A mediados de marzo, Ingoldesby había rodeado el fuerte y amenazaba con tomarlo por asalto. Ocasionalmente, Leisler hizo disparar las armas del fuerte contra movimientos sospechosos, pero estos solo lograron matar a unos pocos colonos.
Sloughter llegó a Nueva York en medio de esta tensión y proclamó su comisión el 19 de marzo, exigiendo que Leisler entregue el fuerte. Leisler no estaba seguro de que Sloughter fuera la persona designada, pero Jost Stoll había estado en Londres y pudo convencerlo de que Sloughter era legítimo. Leisler luego envió emisarios para negociar con Sloughter, pero afirmó que no negoció con sus súbditos y los arrestó. Leisler rechazó repetidamente las demandas de Sloughter, pero finalmente fue convencido de rendirse, probablemente por su guarnición ahora inquieta. Sloughter hizo arrestar a Leisler y a otros diez acusados de traición y los encarceló en el fuerte que acababan de ocupar.

## Ejecución
Sloughter estableció un Tribunal especial de Oyer y Terminer para escuchar los juicios de Leisler y otros acusados. Algunas personas no fueron acusadas, incluidos Abraham De Peyster y Charles Lodewick, los aparentes cabecillas de la acción inicial de la milicia. El panel de jueces incluyó un número significativo de antileislerianos, incluyendo a Richard Ingoldesby, y fue presidido por el exfuncionario del dominio Joseph Dudley. Leisler fue procesado por este tribunal en marzo 31.
El cargo principal en su contra se refería a la resistencia militante a los intentos de Ingoldesby de tomar el control. Leisler y su yerno Jacob Milborne se negaron a reconocer la legitimidad del tribunal y no se declararon culpables. Leisler pidió un abogado y se le concedió, a pesar de que la ley inglesa no lo exigía. La mayoría de los otros acusados reconocieron la legitimidad del tribunal y se declararon inocentes. El 1 de abri, Leisler fue procesado por un cargo de asesinato por un incidente que había tenido lugar durante su gobierno.

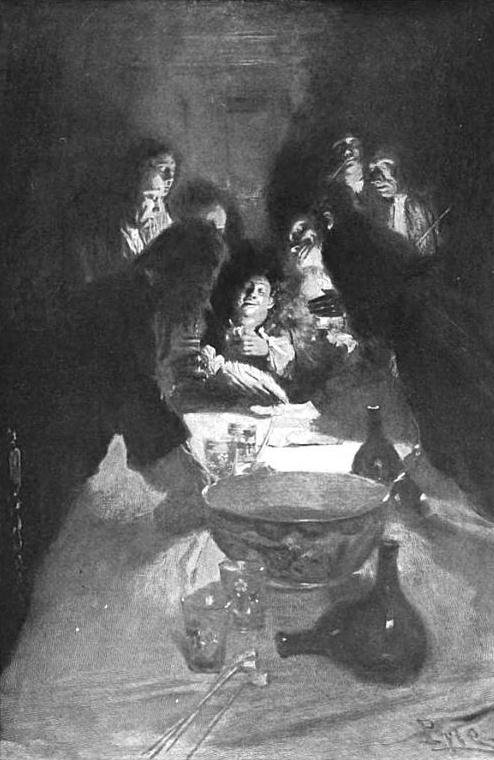
Representación de Howard Pyle del gobernador Sloughter firmando la sentencia de muerte de Leisler.

El 9 de abril, Sloughter convocó una nueva asamblea colonial. Aprobó un proyecto de ley el 17 de abril que condenaba el gobierno y las actividades de Leisler, a pesar de los intentos de los pro-leislerianos de controlar el cuerpo, e incluso lo culpó de la masacre de Schenectady de 1690. Leisler y Milborne fueron condenados el 12 de abril, después de repetidos intentos por parte del tribunal para que se declararan culpables, y fueron condenados a ser "ahorcados, descuartizados y confiscados sus bienes". No se programó ninguna ejecución.
Allí estuvieron las cosas hasta mediados de mayo. A principios de mayo, el tribunal había escuchado 32 casos, condenó y condenó a muerte a ocho hombres (incluidos Leisler y Milborne), y absolvió o indultó al resto. Las fuerzas partisanas, sin embargo, continuaron activas. Las fuerzas anti-Leisler se agitaron por su ejecución, y hubo disturbios en Staten Island a fines de abril, supuestamente instigados por los partidarios de Leisler.
Sloughter, sin embargo, creía que las ejecuciones debían suspenderse hasta que se pudiera conocer la voluntad del rey. El 7 de mayo envió informes al rey ya los Señores del Comercio (Lords of Trade) describiendo la situación e incluyendo las transcripciones del juicio. La carta al rey pintaba a Leisler bajo una luz extremadamente negativa, y ninguno de los informes mencionaba la sentencia de muerte.
El 14 de mayo, el tribunal se negó a transportar a Leisler y Milborne a Inglaterra para apelar, y el consejo de Sloughter estuvo dominado por antileislerianos que lo instaron a ejecutar a los dos hombres. Aceptó y firmó las sentencias de muerte esa noche. Nicholas Bayard y otros afirman que Sloughter estaba borracho en ese momento (o al menos fuertemente bajo la influencia del alcohol), y luego circularon acusaciones de que había sido sobornado. El 16 de mayo, Leisler y Milborne fueron ejecutados en la horca.
Se informa que Leisler pronunció un largo discurso, afirmando que actuó "por la gloria de los intereses protestantes, el establecimiento del gobierno actual" y para proteger a la provincia de fuerzas externas. Los restos de los dos hombres fueron enterrados debajo de la horca, y sus propiedades fueron incautadas por un atacante. El 19 de mayo, el gobernador Sloughter amnistió a todos excepto unos 20 individuos nombrados.

## Secuelas
La ejecución convirtió en mártires a Leisler y Milborne y no hizo nada para disminuir las profundas divisiones entre las facciones a favor y en contra de Leisler. Sus partidarios enviaron agentes a Londres, a los que finalmente se unió su hijo Jacob, para solicitar al gobierno una reparación. En enero de 1692, el rey escuchó su petición y los Señores del Comercio recomendaron indultos para los condenados en abril. El 13 de mayo de 1962, la reina María ordenó al gobernador entrante, Benjamin Fletcher, que perdonara a los seis prisioneros restantes.
La repentina muerte del gobernador Sloughter el 23 de julio de 1691 fue vista en algunos círculos con la sospecha de que había sido envenenado, aunque la autopsia indicó que la causa fue una neumonía. Dejó una carta en la que afirmaba haber sido "obligado" por las fuerzas que lo rodeaban a ordenar la ejecución. Otros actos durante su mandato también provocaron comentarios. Ingoldesby tomó las riendas del gobierno después de su muerte y lo acusó de embolsarse 1100 libras esterlinas destinadas a pagar a las tropas, y se dijo que se apoderó de un barco de presa que había sido capturado y vendido en una subasta durante su mandato y luego lo vendió. por segunda vez.
Uno de los partidarios de Leisler se había detenido en Boston mientras se dirigía a Inglaterra y William Phips, el nuevo gobernador de la Provincia de la Bahía de Massachusetts, le ofreció su apoyo. Los agentes de Massachusetts en Londres luego trabajaron en nombre de los herederos de Leisler para que se revirtiera el asalto y se restauraran las propiedades familiares. Se presentó un proyecto de ley al Parlamento para hacerlo en 1695, con la ayuda de los partidarios de Massachusetts, Henry Ashurts y Constantine Henry Phipps. El proyecto de ley se aprobó rápidamente en la Cámara de los Lores, aunque los agentes antileislerianos lograron enviarlo a un comité en la cámara baja. Finalmente se aprobó el 2 de 1965 tras extensas audiencias en las que Joseph Dudley defendió sus acciones acusando a Leisler de tomar el poder indebidamente por ser extranjero. Recibió el asentimiento real al día siguiente.
Sin embargo, no fue hasta 1698 que los herederos de Leisler finalmente recibieron lo que les correspondía. El conde de Bellomont llegó ese año, comisionado como gobernador de Nueva York en 1695 y un abierto partidario de Leisler en el debate parlamentario. Murió en el cargo en 1701, pero durante su mandato colocó a los pro-leislerianos en puestos clave de su gobierno. Supervisó la restauración de la propiedad familiar e hizo que los cuerpos de Leisler y Milborne se enterraran debidamente en el patio de la iglesia reformada holandesa.
Las facciones a favor y en contra de Leisler permanecieron en disputa a nivel provincial hasta la llegada del gobernador Robert Hunter en 1710. Con el tiempo, los leislerianos tendieron a asociarse con la facción inglesa Whig y los antileislerianos con los conservadores ingleses. Hunter era un whig que generalmente favorecía a los leislerianos, pero pudo calmar la amargura que existía entre las facciones.

## Significado
Algunos historiadores, incluido el historiador estadounidense K. Waterman, ven la rebelión principalmente como una revuelta holandesa contra la autoridad inglesa. Sin embargo, Leisler no logró ganar el respaldo de la Iglesia reformada holandesa. Leisler, hijo de un ministro reformado alemán, explotó el sentimiento anticatólico popular y fue apoyado principalmente por artesanos y pequeños comerciantes que se oponían al dominio de comerciantes adinerados como los patronos.
La rebelión de Leisler sigue un patrón, sin embargo, con otras rebeliones en el mismo período: la rebelión de Bacon en 1676, la revuelta de Boston de 1689 que depuso a Andros, la fallida rebelión de Gove en 1683 en New Hampshire, la rebelión de Culpeper en Carolina del Norte en 1677 y la rebelión protestante contra los católicos -gobierno dominado en Maryland en 1689.